# La pequeña señora de Pérez
Pour plus de détails, voir Fiche technique et Distribution.
La pequeña señora de Pérez est un film argentin réalisé par Carlos Hugo Christensen et sorti en 1944.

## Synopsis
Juliana Ayala, étudiante de 17 ans, fait semblant d'être malade pour manquer l'école, et reçoit la visite du jeune médecin Carlos Pérez, et les deux jeunes gens tombent amoureux. Après une brève cour, le couple se marie et Julieta abandonne ses études pour devenir femme au foyer. Cependant, sa vie de femme mariée s'avère vite monotone et ennuyeuse, composée d'activités banales comme aller chez le coiffeur ou jouer au bridge.
Sa vie à l'école lui manquant, Julieta décide de s'inscrire à nouveau en secret, se faisant passer pour une orpheline qui vit avec son tuteur, le Dr Pérez. La jeune fille alterne entre ses obligations sociales de femme mariée et ses études, ce qui la conduit finalement à l'échec dans les deux domaines. D'une part, elle échoue à ses examens parce qu'elle n'a pas le temps d'étudier suffisamment, tandis que la vie qu'elle cache à son mari finit par susciter des soupçons et des incompréhensions chez lui.

## Fiche technique
- Titre : La pequeña señora de Pérez
- Réalisation : Carlos Hugo Christensen
- Scénario : César Tiempo, Julio Porter d'après Back to School d'Andor de Soos[1]
- Photographie : Alfredo Traverso
- Montage : Antonio Rampoldi
- Musique : George Andreani
- Production : Lumiton
- Langue : espagnol
- Durée : 90 minutes
- Date de sortie :
  - Argentine : 28 janvier 1944

## Distribution
- Mirtha Legrand : Julieta Ayala

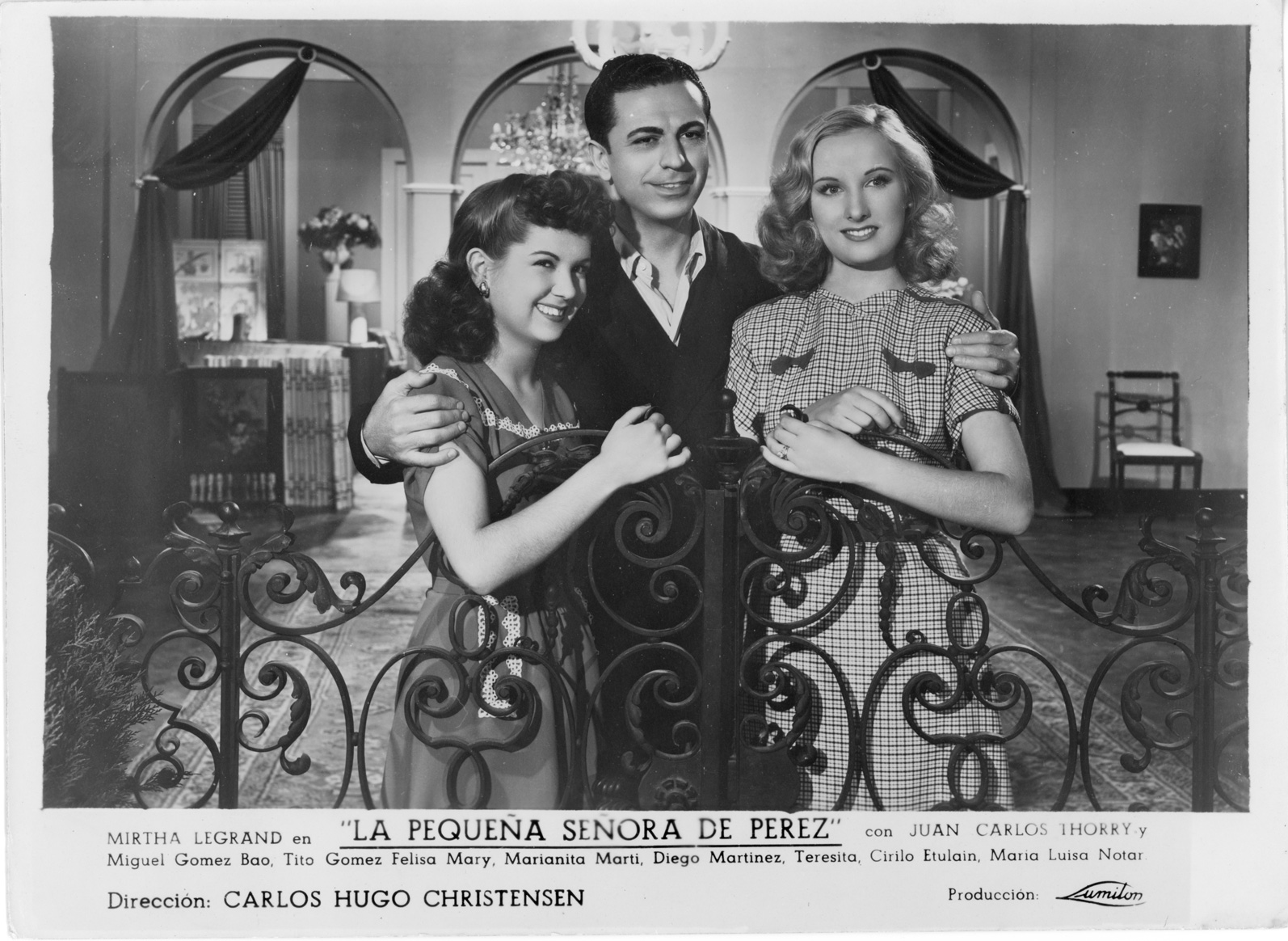
Marianita Marti, Juan Carlos Thorry et Mirtha Legrand dans une scène du film.

- Juan Carlos Thorry : Dr. Carlos Pérez
- Miguel Gómez Bao : César, le père de Julieta
- Felisa Mary : Carolina, la pmère de Julieta
- Tito Gómez : Professeur Jacinto Mauri
- Marianita Martí : Sabina Perales, amie de Julieta
- Diego Martínez : Professeur Lagos
- Cirilo Etulain : Professeur Solís
- María Luisa Notar : Olvido, la bonne des Ayala